# Бельга (река)
Бельга — река в России, протекает в Чойском районе Республики Алтай. Начинается на склоне горы Кулиган, течёт в восточном направлении через берёзово-осиновый лес. Устье реки находится в 20 км по левому берегу реки Каракокши напротив села Бижельбик. Длина Бельги составляет 12 км.

## Данные водного реестра
По данным государственного водного реестра России, Бельга относится к Верхнеобскому бассейновому округу. Водохозяйственный участок реки — Бия. Речной подбассейн Бельги — Бия и Катунь, речной бассейн — (Верхняя) Обь до впадения Иртыша.
В реестре нет реки Бельга, и указано, что Арганду (в реестре Аргунду) впадает в Каракокшу (в реестре Каракопша).